# Перивил (Арканзас)
Перивил (енгл. Perryville) град је у америчкој савезној држави Арканзас.

## Демографија
По попису из 2010. године број становника је 1.460, што је 2 (0,1%) становника више него 2000. године.
| Група             | 2000.         | 2010.         |
| Белци             | 1.417 (97,2%) | 1.402 (96,0%) |
| Афроамериканци    | 0 (0,0%)      | 3 (0,2%)      |
| Азијати           | 2 (0,1%)      | 1 (0,1%)      |
| Хиспаноамериканци | 12 (0,8%)     | 25 (1,7%)     |
| Укупно            | 1.458         | 1.460         |